# Власуново
Власуново — деревня в Любимском районе Ярославской области.
С точки зрения административно-территориального устройства относится к Осецкому сельскому округу. С точки зрения муниципального устройства входит в состав Осецкого сельского поселения.

## География
Деревня расположена на берегу реки Лукинка в 8 км на северо-восток от центра поселения деревни Рузбугино и в 28 км на юг от райцентра города Любим.

## История
Каменная Покровская Церковь построена приходскими людьми в 1824 году. В летней — престол Покрова Пресвятой Богородицы, в зимней — препод. Зосимы и Савватия Соловецких чудотвор. 
В конце XIX — начале XX века деревня входила в состав Осецкой волости Любимского уезда Ярославской губернии.
С 1929 года деревня входила в состав Закобякинского сельсовета Любимского района, в 1944 — 1959 годах — в составе Середского района, с 2005 года — в составе Осецкого сельского поселения.

## Население
| 1859 | 2002 | 2007 | 2010 |
| ---- | ---- | ---- | ---- |
| 331  | ↘39  | ↘16  | ↗33  |

## Достопримечательности
В деревне расположена недействующая Церковь Покрова Пресвятой Богородицы (1824).